# Alexander Mack
Alexander Mack (Duitsland, 27 juli 1679 - Verenigde Staten, 19 januari 1735) was een Duitse predikant en de oprichter van de Schwarzenauer Brüder (Schwarzenauer broeder gemeente) in de Schwarzenau, in het tegenwoordige Bad Berleburg, Noordrijn Westfalen, Duitsland . Mack stichtte de Broeder gemeente samen met zeven andere radicale piëtisten in Schwarzenau in 1708. Mack en de andere leden emigreerden in het midden van de 18e eeuw, naar de Verenigde Staten waar hij tot aan zijn dood de kerkelijke gemeenschap bleef dienen.

## Zijn leven in Duitsland en oprichting van de Broeder gemeente
Mack werd geboren in Schriesheim, Palts, in het tegenwoordige Baden-Württemberg, Duitsland, waar hij als molenaar werkte. Hij werd geboren als derde zoon van molenaar Johann Phillip Mack en zijn vrouw Christina Fillbrun Mack en werd als baby op 27 juli 1679 in de plaatselijke Hervormde kerk gedoopt. De Macks bleven gedurende de Negenjarige Oorlog in Schriesheim, met tussenpozen hun toevlucht zoekend in de heuvelland vanwege het oorlogs geweld. Na het afronden van zijn studie nam Mack de familiemolen over en trouwde op 18 januari 1701 met Anna Margarethe Kling. In 1705 werden de Macks gegrepen door de piëtistische beweging die plaatselijk geleid werd door Ernst Christoph Hochmann von Hochnau en stelden hun huis open voor de toen illegale bijbelstudies en gebedsbijeenkomsten. De groep bestond naast het echtpaar Mack uit vier mannen en drie vrouwen. Gezamenlijk kwamen zij tot de overtuiging dat de doop door drievoudige onderdompeling de enige juiste was. Zij loten wie als eerste gedoopt moest worden dat werd Alexander Mack. Hij dompelde zichzelf driemaal onder in de rivier de Elder. Vervolgens doopte hij de anderen. Dit was in augustus 1708 en deze datum wordt beschouwd als de oprichting van de Schwarzenau Brethren.
In het begin van de 18e eeuw gaf de graaf Henrich Albrecht Sayn-Wittgenstein onderdak aan religieuze andersdenkenden uit andere Duitse staten en van andere plaatsen. Velen vestigden zich rond het kleine dorpje Schwarzenau, waaronder Mack en zijn volgelingen. Maar de tijd van tolerantie voor religieuze anders denkenden duurde maar kort, tot ongeveer 1740. Daarna waren de Macks en zijn volgelingen ook in Schwarzenau niet veilig.

## Emigratie naar de Verenigde Staten
In 1719 emigreerde een tak van de Schwarzenau Brethren - geleid door Peter Becker - naar Germantown, Philadelphia, Pennsylvania, in de Verenigde Staten. Omdat in de Verenigde Staten wel echte vrijheid van Godsdienst kende. Omdat ze vervolgd werden in Schwarzenau vertrokken Mack samen met andere broeders in 1720 naar een Mennonieten gemeente in Friesland in Nederland. De Broeders in Friesland waren echter arm en de gemeenschap was niet in staat zichzelf te onderhouden. Daarom zeilden in 1729 Mack met ongeveer 30 families naar Philadelphia. De komst van de emigranten in 1729 gaf de gemeente in Amerika een opleving en zorgde voor nieuwe leden. Sinds hun migratie in 1719 waren zij minder actief geworden. Macks leiderschap speelde een cruciale rol bij het in stand en vitaal houden van de gemeente. Hij was verantwoordelijk voor de gemeente tot zijn overlijden in 1735.